# Tiv Ta'am
Tiv Ta'am (en hébreu טִיב טַעַם, « quel bon goût ») est une chaîne de supermarchés israélienne. Il y a 32 Tiv Ta'am en Israël. D'autre part, l'entreprise est impliquée dans la transformation et la production d'aliments.
C'est la plus grande chaîne israélienne de supermarchés qui vend du porc et d'autres produits 
taref. La plupart des magasins sont ouverts pendant chabbat et les jours fériés, sauf Yom Kippour. C'est aussi l'un des plus grands producteurs et fournisseurs israéliens d'aliments non kasher.

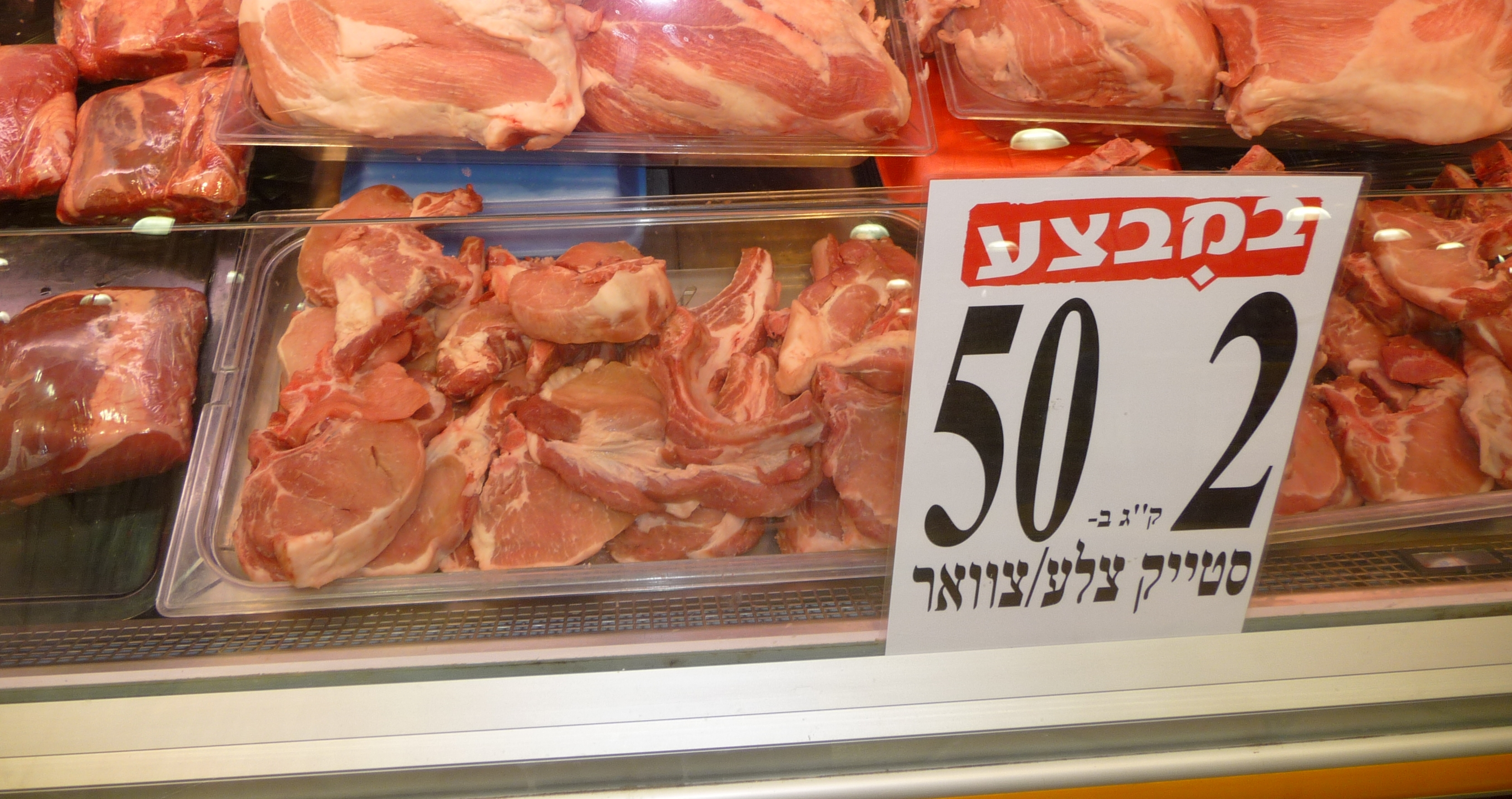
La côte de porc en promotion (50 shekels les 2 kg) dans le Tiv Ta'am de Beer-Sheva.

## Histoire
Tiv Ta'am est fondé par Kobi Tribitch en 1990. Le premier magasin est établi à Rishon LeZion. L'entreprise est devenue une chaîne de supermarchés qui assure aussi la transformation et la production d'aliments, dont la viande, les hot dogs, le poulet, le poisson, les fruits de mer, les fruits secs, les fromages et les vins.

### Vente avortée
En juin 2007, le milliardaire Arcadi Gaydamak annonce son intention d'acheter l'entreprise et s'engage publiquement à rendre les supermarchés kasher, ce qui implique entre autres de cesser de vendre du porc. Il ajoute que Mizra, l'usine qui produit du porc pour Tiv Ta'am, fournirait dorénavant du poulet.
Quelques jours plus tard, l'opération échoue. Il devient clair d'une part qu'il n'est pas possible de rendre les supermarchés kasher en raison d'un contrat avec son fournisseur Mizra, et d'autre part que Kobi Tribitch et Amit Berger, les propriétaires, refusent de réduire le prix de vente de 10 millions de dollars. Gaydamac a aussi vraisemblablement réalisé que la plupart des clients de Tiv Ta'am y font leurs achats parce qu'ils y trouvent des produits non kasher.

### Controverse sur l'hygiène
En 2006, dans l'émission d'investigation israélienne Kolbotek, Tiv Ta'am est accusée de vendre de la viande périmée. En 2007, Kolbotek montre des vidéos de chats en train de parcourir un de ses entrepôts et de manger des aliments, ce qui pousse l'entreprise à lancer une campagne publicitaire d'un coût de 500 000 dollars pour améliorer son image.